# Susuwatari
Les susuwatari (ススワタリ, Susuwatari), appelées les « noiraudes » en français, sont les boules de suie qui apparaissent dans deux films du studio Ghibli : Mon voisin Totoro sorti en 1988 et Le Voyage de Chihiro sorti en 2001. Ils apparaissent aussi dans le court métrage Grogu et les Susuwatari sorti en 2022

## Description
Travailleuses, timides ou facilement apeurées, vivant dans différents endroits, elles sont représentées différemment dans les deux films où elles apparaissent.

### Mon voisin Totoro
Dans le film Mon voisin Totoro, elles sont libres et habitent les maisons abandonnées. Elles n'ont pas de personnalité et peuvent être comparées à un groupe d'insectes. Quand Mei, l'héroïne du film, tente d'en attraper une, elle se retrouve avec un peu de suie sur les mains.

### Le Voyage de Chihiro

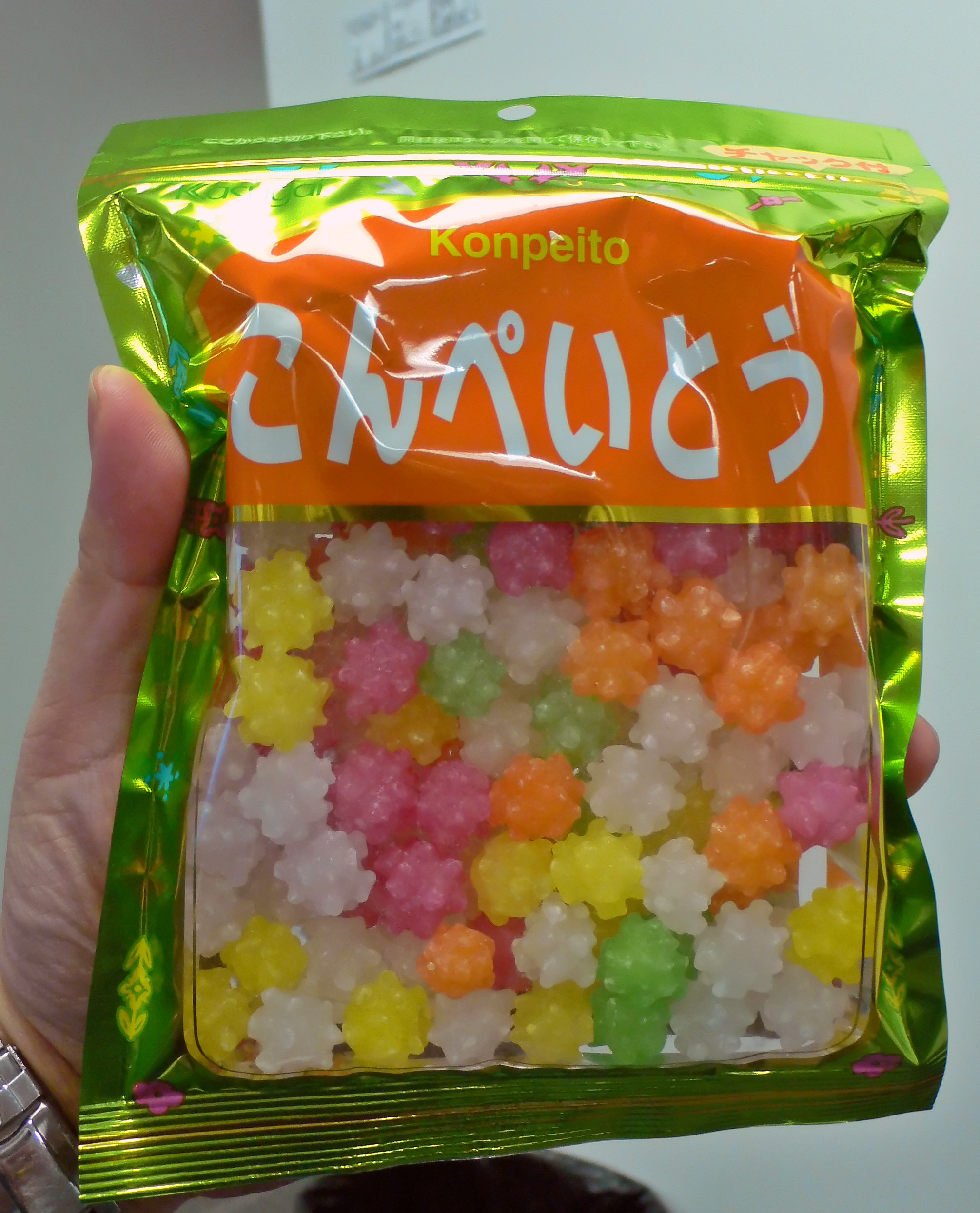
Sachet de konpeitō

Dans le film Le Voyage de Chihiro, elles sont humanisées et ont une personnalité. Elles possèdent des bras et des jambes et sont affectées à l'alimentation d'une chaudière. Elles doivent transporter du charbon, bien plus lourd qu'elles, vers le foyer de la chaudière, de manière similaire à des fourmis transportant de la nourriture. Elles semblent raffoler de konpeitō, qui sont des confiseries traditionnelles japonaises en forme d'étoiles.

## Sources
- « Ghibli : Les susuwatari ».
- (en) Watsuki Nobuhiro, The Art of My Neighbor Totoro, Viz Media, coll. « Studio Ghibli Library », 2005 (ISBN 978-1-59116-698-6).
- (en) Hayao Miyazaki, The Art of Miyazaki's Spirited Away, Viz Media, coll. « Studio Ghibli Library », 2008, 240 p. (ISBN 978-1-56931-777-8).